# Ryszard Woźniak
Ryszard Woźniak (sinh ngày 13 tháng 6 năm 1956 tại Białystok) là một họa sĩ và giáo viên người Ba Lan.
Từ năm 1976 đến 1981, Woźniak theo học tại Học viện Mỹ thuật ở Warsaw. Tại đây ông làm học trò của Stefan Gierowski. Trong những năm 1982-1988, ông giảng dạy nghệ thuật tại trường đại học ở quê hương mình. Kể từ năm 1982, Woźniak gia nhập nhóm họa sĩ Gruppa và đã tham gia vào hầu hết các triển lãm và chiến dịch của nhóm họa sĩ này. Ông cũng đảm đương vị trí đồng viết bản tin "Oh well" ("Oj dobrze już") của nhóm. Trong giai đoạn 1985-1989, Woźniak hợp tác với Marek Sobczyk thực hiện những nghiên cứu về đa sắc độ của Nhà thờ Tân Công giáo Hy Lạp Thánh Nicholas tại Kostomloty thuộc tỉnh Podlaskie. Năm 1986, Woźniak và Ryszard Grzyb xin được học bổng đến học tại Tây Berlin. Năm 1991/1992, ông giảng dạy tại Trường Nghệ thuật tư nhân ở Warsaw. Ngôi trường này do Jarosław Modzelewski và Marek Sobczyk sáng lập và điều hành. Kể từ khoảng năm 1992-93 đến nay, Woźniak làm công việc quản lý một xưởng vẽ tranh tại Đại học Zielona Góra.

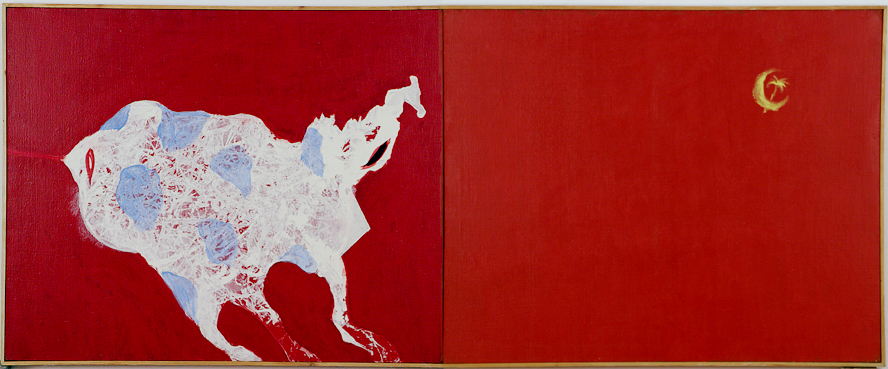
Một làn sóng anh túc mới (1982)
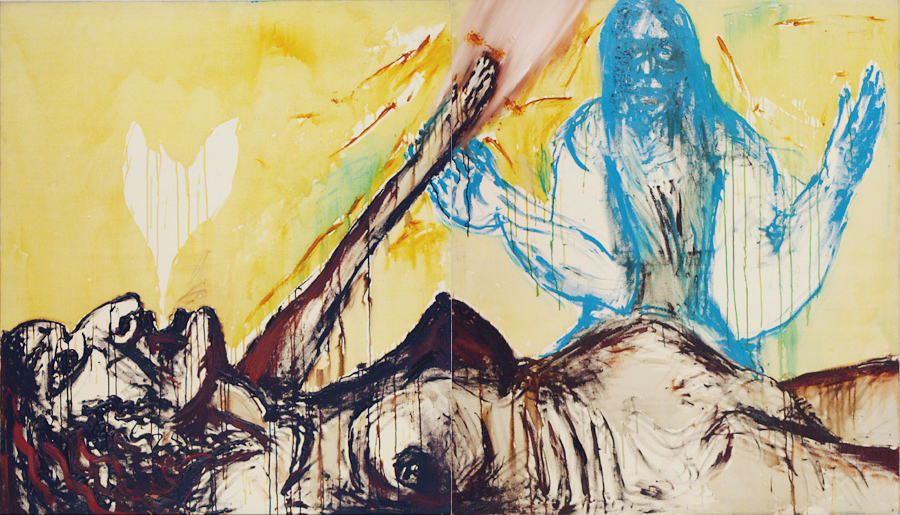
Damsel dậy đi (1984)
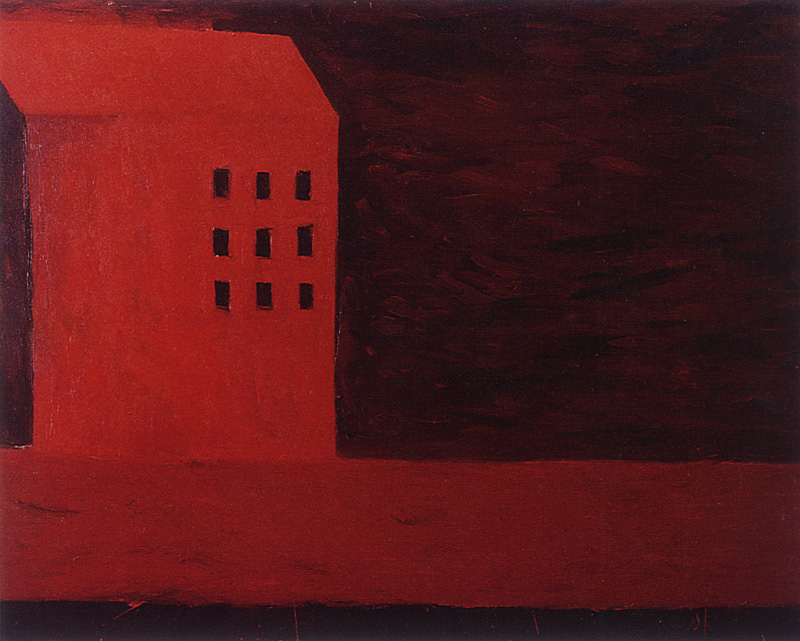
Viện cho người bị bệnh nan y (1987)